# Parorya valida
Parorya valida är en mångfotingart som beskrevs av Cook 1896. Parorya valida ingår i släktet Parorya och familjen kamjordkrypare. Inga underarter finns listade i Catalogue of Life.